# Рыцарь Теней
«Рыцарь Теней» (англ. Knight of Shadows) — роман американского писателя Роджера Желязны, вышедший в 1989 году. Четвёртая книга из второй пенталогии цикла романов «Хроники Амбера».
На русский язык в разное время роман переводили: Ян Юа, Е. Доброхотова-Майкова, Е. Волковыский.

## Сюжет
Повествование, как и в других книгах второй пенталогии «Хроник», ведётся от лица Мерлина.
Мерлин выясняет причины и подробности событий, происходивших ранее с ним, с Люком (Ринальдо), с Джулией, с Виктором Мелманом. Джасра признаётся, что именно она пыталась убить Мерлина 30 апреля каждого года.
С помощью Джасры и Мэндора Мерлин пытается найти Корал, которую Лабиринт перенёс в неизвестное место. Но в его поиски вмешивается Призрачное колесо.  Попав в странный мир, населённый призраками, созданными Лабиринтом Амбера, Мерлин оказывается вовлечён в давнее соперничество Лабиринта и Логруса. Оказывается, что он, пройдя когда-то одновременно Лабиринт и Логрус, нарушил равновесие между двумя сверхсилами, и теперь должен выбрать одну из сторон. Призраки пытаются вступить в контакт с Мерлином и уговорить его принять сторону Лабиринта. Логрус, в свою очередь, даёт возможность волшебной верёвке Фракир мыслить и разговаривать с Мерлином, немалую часть романа занимают их диалоги, наполненные юмором и иронией.

## Библиографическая информация
- OCLC 19845743
- Классификация Библиотеки Конгресса (LCC) PS3576.E43 K6 1989
- Десятичная классификация Дьюи 813/.54 20